# Klaus Steinbock

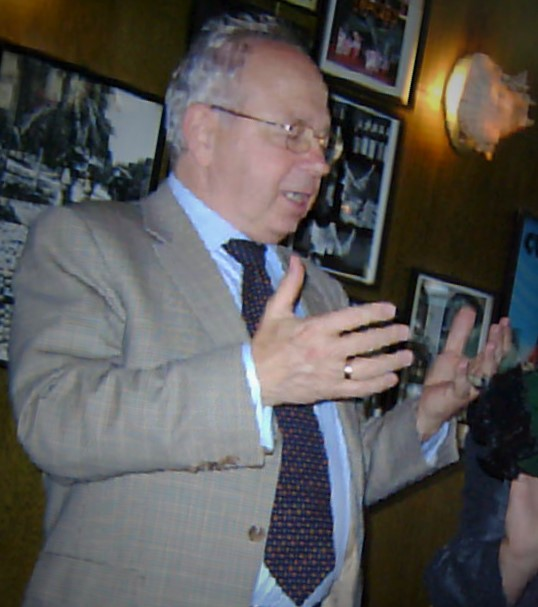
Klaus Steinbock (2004)

Klaus Steinbock (* 20. Juni 1939 in Leipzig) ist ein deutscher Elektroingenieur und Professor für Automatisierungstechnik. Von 1992 bis 2003 war er Gründungsrektor der Hochschule für Technik, Wirtschaft und Kultur (HTWK) Leipzig.

## Werdegang
Klaus Steinbock wurde kurz vor Ausbruch des Zweiten Weltkriegs in Mitteldeutschland geboren, er hat hier eine schwierige Kindheit und Jugend verbracht. Die Umstände führten dazu, dass er bei seinen Großeltern aufgewachsen ist, und nach deren Tod war er völlig allein auf sich gestellt. Er besuchte eine Volksschule bis zur 8. Klasse. Anschließend absolvierte er eine dreijährige Berufsausbildung in der Elektrobranche, die er 1956 als Facharbeiter für Automatisierungsanlagenbau abschloss.
Nach einigen Jahren berufspraktischer Tätigkeit studierte er an der Ingenieurschule für Automatisierungstechnik in Leipzig und erwarb den Abschluss als Ingenieur für Automatisierungstechnik. Mit dieser Qualifikation war er langjährig auf dem Gebiet der Projektierung von Automatisierungsanlagen im Betrieb Geräte- und Regler-Werke in Leipzig tätig. Auf diesem modernen Fachgebiet sammelte er umfangreiche Industrieerfahrungen.
Er setzte parallel zur beruflichen Tätigkeit seine Qualifizierung fort, indem er ein Fernstudium im Elektroingenieurwesen an der TH Ilmenau, Fachrichtung Technische Kybernetik erfolgreich absolvierte und mit seiner Diplomarbeit den ersten akademischen Grad Diplomingenieur (Dipl.-Ing.) erlangte.

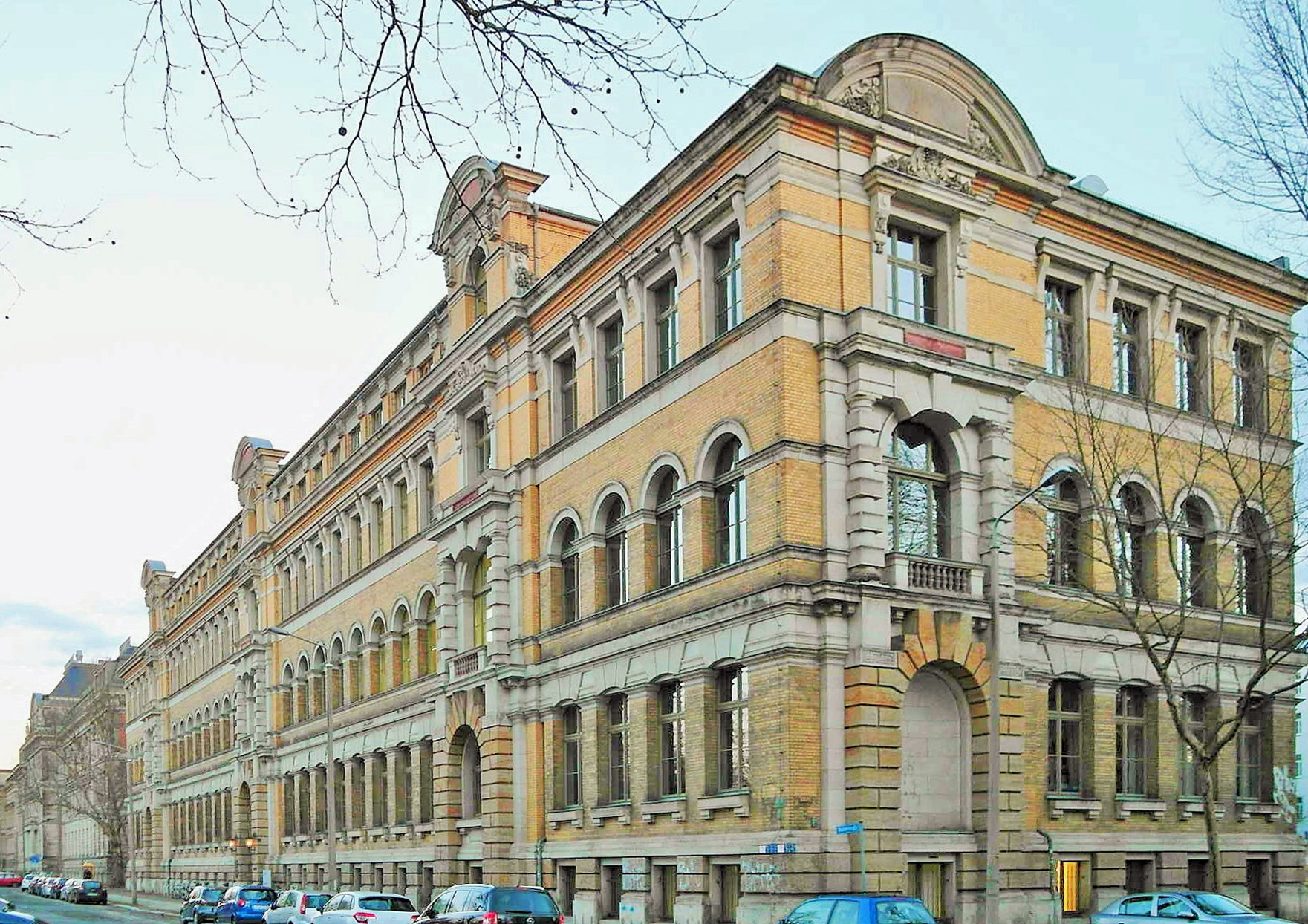
Leipzig, Wächterstraße 13, Gebäude der ehemaligen TH Leipzig für die beiden Sektionen Automatisierungsanlagen und Elektroenergieanlagen, heute Wiener-Bau: Fakultätsgebäude der HTWK Leipzig (errichtet vom Architekten Hugo Licht)

1977 wechselte er als wissenschaftlicher Mitarbeiter an die neu gegründete Technische Hochschule Leipzig (THL) an den Lehrstuhl Projektierung von Rainer Müller, der von Berlin über Ilmenau und Jena nach Leipzig berufen wurde. Hier baute dieser gerade das Fachgebiet Projektierung von Automatisierungsanlagen völlig neu auf, wobei er insbesondere von dem habilitierten Hochschuldozenten Heinz Wolf und dem Steuerungsspezialisten Jochen Alder sowie weiteren Mitarbeitern unterstützt wurde. Dieses vorbildfreie Fachgebiet war innerhalb eines profilbestimmenden Wissenschaftsbereiches an der Sektion Automatisierungsanlagen (Direktor: Werner Richter) vorgesehen, und Klaus Steinbock konnte hierzu seine umfangreichen spezifischen Industrieerfahrungen beisteuern.
Klaus Steinbock bearbeitete in dieser Zeit auch seine Dissertation zur Thematik Projektierung von Kaskadenregelungen für technologische Prozesse. 1981 wurde er an der Fakultät für Ingenieurwissenschaften der TH Leipzig zum Doktoringenieur (Dr.-Ing.) promoviert.
Danach nahm er am Lehrstuhl Automatisierungsanlagentechnik von Werner Kriesel im parallelen Wissenschaftsbereich Automatisierungssysteme der Sektion Automatisierungsanlagen eine Tätigkeit als Lektor an, neben dem damaligen Oberassistenten Peter Gibas (1948–2021) und dessen Nachfolger Klaus Kabitzsch. In dieser Zeit befasste er sich in seinen auf eine Habilitation ausgerichteten Forschungsarbeiten insbesondere mit der Zuverlässigkeit von Automatisierungsanlagen unter dem Einfluss des Strukturwandels durch Mikrorechner, Industrielle Kommunikation und Intelligente Gerätetechnik.
Klaus Steinbock ist verheiratet und lebt mit seiner Frau in zentrumsnaher Lage von Leipzig. Beide sind Liebhaber Klassischer Musik und daher ständige Gäste des Gewandhauses zu Leipzig. Als Hobby pflegten sie das Bootfahren, bevorzugt auf der Mecklenburger Seenplatte. Zum Ritual von Klaus Steinbock gehörten seine regelmäßigen Sonnabendbesuche im Lesesaal der Deutschen Bücherei, der heutigen Deutschen Nationalbibliothek in Leipzig.

## Gründungsrektor der HTWK Leipzig

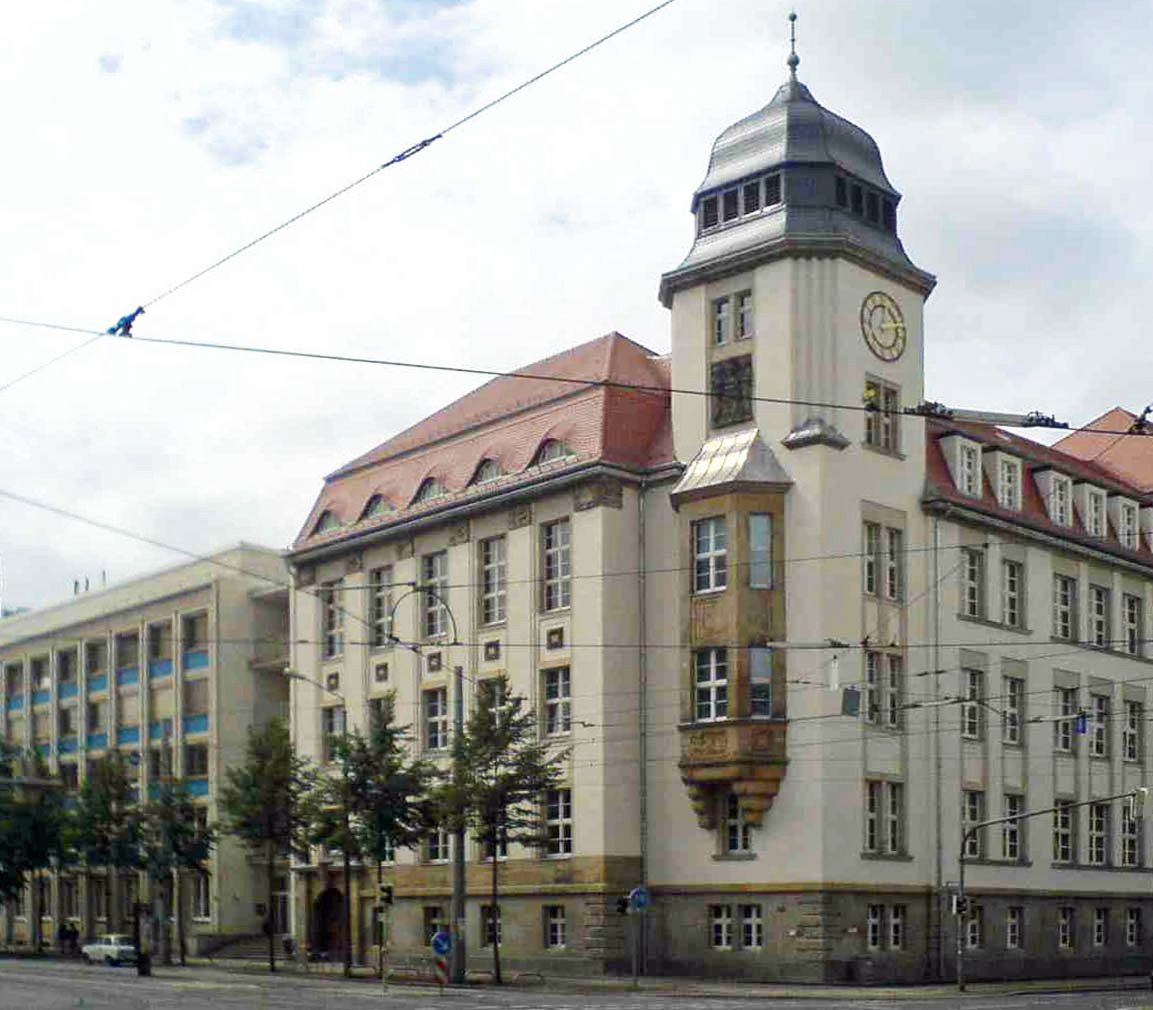
Leipzig, Karl-Liebknecht-Straße 132, ehemaliger Hauptsitz der Hochschule für Bauwesen, dann der TH Leipzig, heute HTWK-Hauptgebäude und Amtssitz des Rektors (Geutebrückbau)

### Zur Hochschullandschaft in Sachsen
Als Folge des Beitritts der DDR zur Bundesrepublik am 3. Oktober 1990 wechselte die Bildungshoheit in die Verantwortung der fünf neu gegründeten Bundesländer. Daher musste das neue Bundesland Sachsen nach der deutschen Wiedervereinigung insgesamt 8 Technische Hochschulen finanzieren. Das Sächsische Staatsministerium für Wissenschaft und Kunst (SMWK) folgte hierzu den Empfehlungen des Wissenschaftsrats: gebildet wurden die TU Dresden, die TU Chemnitz sowie die TU Bergakademie Freiberg, gleichzeitig wurden fünf Technische Hochschulen geschlossen: HfV Dresden, TH Leipzig, IH Mittweida, TH Zittau, TH Zwickau. An ihrer Stelle wurden weniger kostenintensive Fachhochschulen neu gegründet.
Im Zuge der Wiedervereinigung wurde also auf Beschluss der Sächsischen Staatsregierung entschieden, die THL abzuwickeln, sodass sie zum Jahresende 1996 ohne juristische Nachfolge geschlossen wurde. Auf der Grundlage des Gesetzes zur Struktur des Hochschulwesens und der Hochschulen im Freistaat Sachsen vom 10. April 1992 wurde die Hochschule für Technik, Wirtschaft und Kultur Leipzig (FH) am 15. Juli 1992 als juristisch eigenständige Institution neu gegründet. Es wurde ein Gründungssenat der Hochschule für Technik, Wirtschaft und Kultur Leipzig (HTWK) gebildet, dem unter dem Vorsitz des Rektors der THL Rolf Thiele insgesamt 19 Persönlichkeiten angehörten, zu denen auch Klaus Steinbock zählte.

### Hochschulpolitische Zielsetzungen
Klaus Steinbock wurde 1992 als Professor für Automatisierungstechnik an die HTWK berufen, kurze Zeit danach wurde er durch das Sächsische Staatsministerium SMWK als deren Gründungsrektor bestellt. Seine Aufgabe war es, die hochschulpolitischen und strategischen Zielstellungen gestaltend umzusetzen, wie diese auch in den Redebeiträgen der feierlichen Gründungsveranstaltung formuliert wurden:
- Der Vorsitzende des Gründungssenats Rolf Thiele, Rektor der THL, konstatierte:
  - Die Verwirklichung des Bildungskonzepts Fachhochschule in Leipzig ist ein wichtiger und notwendiger Schritt.
  - Die Fachhochschule muss neben Praxisorientiertheit ihren spezifischen wissenschaftlichen Anspruch durch die zu berufenden Hochschullehrer umsetzen.
  - Wirtschaft und Industrie sollen zu relevanten Partnern entwickelt werden.
  - Die Entwicklung der Hochschulbildung verlangt prinzipiell das Miteinander von Universitäten und Fachhochschulen sowie auf bestimmten Feldern die Kooperation. Die erforderliche und parallel erhoffte Gründung einer Technischen Fakultät an der Universität Leipzig ist im Moment nicht möglich.[6]

- Der Staatsminister Hans Joachim Meyer des SMWK sah eine realistische Perspektive der HTWK in der Umsetzung eines sächsischen Typs der Fachhochschule:
  - Bekenntnis zum eigenen Profil und zum eigenen Stolz, nämlich zum Praxisbezug als notwendigem und unverwechselbaren Gegenstück zum Theoriebezug der Universität,
  - Fachhochschule ist eine wissenschaftliche Hochschule, die einer engen Verbindung der berufsorientierten Lehre mit der angewandten Forschung bedarf,
  - Zwischen Universität und Fachhochschule muss eine stabile Kooperation als feste Brücke gebaut werden, wenn die hochfliegenden Pläne für die deutsche Fachhochschule überhaupt von der Gesellschaft, insbesondere von den jungen Menschen, angenommen werden sollen.[7]

- Der Regierungspräsident des Regierungsbezirkes Leipzig Christian W. Steinbach erblickte in der Gründung dieser Hochschule ein Zeichen für die Zukunft der Region. Insbesondere von den technischen Fachbereichen erwartete er Beiträge zum Technologietransfer sowie zum Umweltschutz und zur Umweltsanierung in Leipzig und dem Umfeld.[8]

- Der Oberbürgermeister der Stadt Leipzig Hinrich Lehmann-Grube betonte die essentielle Bedeutung dieser Hochschulgründung für einen geistigen und wirtschaftlichen Aufschwung in der Stadt sowie eine Belebung des Wechselspiels zwischen Hochschule und Industrie. Er wünschte, dass die neue Hochschule ihre Arbeit mit Zuversicht aufnimmt und hierbei in Lehre und Forschung an gute Leipziger Traditionen anknüpft.[9]

### Wirken als Gründungsrektor
Klaus Steinbock als Gründungsrektor entwickelte aus dem Sachbestand der THL und aus den Gebäuden – jedoch nur teilweise aus dem Personal – zusammen mit seinem Leitungsteam und den Hochschulangehörigen schrittweise die HTWK Leipzig während einer Zeitspanne mit mehr als 10 Jahren von 1992 bis 2003. Die Strategie von Klaus Steinbock führte in den ersten Jahren zu zahlreichen Diskussionen und Widerständen, fand aber auch Unterstützung – insbesondere durch enge Vertraute wie Günter Stein, den späteren Dekan Elektrotechnik – und bedingte die Aussetzung des Hausberufungsverbotes.
Gemeinsam mit seinen Prorektoren und dem Chemie-Professor Ulrich Ziegler als langjährigem Kanzler der HTWK wurden zahlreiche hochschulstrategische Projekte in Angriff genommen und erfolgreich bearbeitet. Bei der täglichen Arbeit in seinem Rektorat wurde er durch den auf dieser Leitungsebene höchst erfahrenen Referenten Jochen Staude unterstützt, der bereits für die THL-Rektoren Dietrich Balzer und Rolf Thiele tätig war.
Im Jahr 2003 hat der Gründungsrektor Klaus Steinbock nach 11 Jahren aus Altersgründen sein Amt an den Nachfolger Manfred Nietner (2003–2006) weitergegeben, danach wurde im Jahre 2006 Hubertus Milke als zweiter Nachfolger zum Rektor der HTWK Leipzig gewählt. Beide Nachfolger entwickelten jeweils eigene Vorstellungen für die weitere Perspektive der HTWK, aber sie konnten auch noch hochschulpolitische Projekte aus der Gründungszeit positiv abschließen und damit ursprüngliche Aufgabenstellungen aus dem Jahr 1992 erfüllen, beispielsweise:
Bei den Hochschulbauten konnte an der HTWK Leipzig kurzfristig ein neues Forschungszentrum auf dem Gebiet „Live Science“ eingerichtet werden. Das vom nachfolgenden Rektor Manfred Nietner geplante Medienzentrum und die Hochschulbibliothek wurden bautechnisch umgesetzt. Der Umbau der alten Bibliothek zum „Gutenbergbau“  und der Neubau des Fakultätsgebäudes für die Maschinen- und Energietechnik („Nieperbau“) wurden in der Amtszeit des Rektors Hubertus Milke vorbereitet.
Weiterhin wurde in der Amtszeit von Rektor Hubertus Milke
- ein Hochschulrahmenvertrag für die Zusammenarbeit der HTWK mit der Universität Leipzig abgeschlossen und
- auf dem Gebiet der Weiterbildung installierte Hubertus Milke 2010 gemeinsam mit dem Lehrstuhl Robert Holländer von der Universität Leipzig den berufsbegleitenden Masterstudiengang „Change Management in der Wasserwirtschaft“. Als gemeinsames Studiengangmodell zwischen einer Universität und einer Hochschule ermöglicht er Absolventen mit mindestens einem akademischen Abschluss auf dem Gebiet des Bauingenieurwesens, Wirtschaftsingenieurwesens oder wasserwirtschaftlich artverwandten Studiengänge einen zusätzlichen Masterabschluss in 5 Semestern Regelstudienzeit.
- Die stärkere Internationalisierung der HTWK wurde erreicht, insbesondere der Abschluss eines Internationalen kooperativen Promotionsabkommens mit der University of Paisley (GB).

Verbunden war diese Entwicklung nach der Amtszeit von Klaus Steinbock u. a. auch mit einer starken Steigerung der Drittmitteleinnahmen, damit verknüpft auch die deutliche Steigerung des Drittmittelpersonals und der Doktoranden. Zu dieser Entwicklung hat nachhaltig beigetragen, dass während der Amtszeit von Klaus Steinbock im Frühjahr 1997 die Gründung des Forschungs- und Transferzentrums Leipzig e. V. (FTZ) an der HTWK erfolgen konnte. Seither entwickelt sich das FTZ erfolgreich und hat breite Anerkennung bei seinen Praxispartnern gefunden. Die Wahl von Siegfried Altmann zum ersten Wissenschaftlichen Direktor des FTZ war Ausdruck für seine Bemühungen um diese Gründung, in dieser Funktion wirkte er bis 2001. Inzwischen sind die beiden amtierenden Direktoren des FTZ Tilo Heimbold und Dirk Lippik bereits ehemalige Absolventen von Leipziger Hochschuleinrichtungen. Weiterhin ist Tilo Heimbold im Jahre 2004 als fachlicher Nachfolger auf die Professur von Klaus Steinbock berufen worden, nachdem dieser emeritiert wurde.
Der Anteil von ausländischen Studierenden und der Anteil von Studierenden aus den alten Bundesländern wurde ebenfalls während des Rektorats von Klaus Steinbock und auch danach deutlich gesteigert.
Frühzeitig erkannte der Gründungsrektor Steinbock, dass die Einbindung der neuen HTWK in das industrielle, wirtschaftliche und kulturelle Umfeld von maßgeblicher Bedeutung für die Hochschulperspektive sein wird. Seit 1994 engagierte er sich gemeinsam mit Siegfried Altmann auch bei der Gründung eines Fördervereins der HTWK und bei der Gründung der Hochschulzeitschrift „Podium“. Von 1997 bis 2005 war Altmann der erste Vorsitzende dieses Fördervereins. Als Nachfolger wurde Klaus-Peter Schulze gewählt, der dieses Amt im Jahre 2019 an Markus Krabbes übergeben hat. Zu den Mitgründern des Fördervereins gehörte auch Jochen Staude als langjähriger Referent des Rektors, der als Schriftführer des Vorstandes tätig war und für sein 25 Jahre währendes Wirken im Förderverein im Jahre 2020 mit der Albert-Geutebrück-Medaille der HTWK geehrt wurde.
Als eine traditionsbildende Maßnahme für die junge HTWK hat ihr Gründungsrektor Klaus Steinbock den Sitzungssaal des Senats mit "Leipziger Technikerporträts" schmücken lassen als ein Spezifikum dieser Hochschule, einer Galerie aus 17 eigens geschaffenen Ölgemälden des Radebeuler Künstlers Klaus H. Zürner. "Es ist dies ein Gebiet mehr, auf dem Professor Steinbock mit seiner in breiten Kreisen der Wirtschaft, Wissenschaft, Politik und Gesellschaft außerordentlich geschätzten und geachteten Persönlichkeit zum Wohle der HTWK Leipzig wirksam wurde" – urteilt sein Nachfolger im Rektorenamt Manfred Nietner.
Im Kreise der sächsischen Universitäts- und Hochschulrektoren entwickelte sich Klaus Steinbock zu einem angesehenen Repräsentanten, so dass er schließlich als Sprecher der Landeshochschulkonferenz wirksam wurde.

### Zwischenbilanz
Nach 8 Jahren seit Gründung der HTWK veröffentlichte Steinbock über die erreichten Ergebnisse und Erfahrungen für einen Fachkreis eine positive Zwischenbilanz:
- Studienangebote und Nachfrage: Für das Wintersemester 1999/2000 hatten sich nahezu 5000 Studenten eingeschrieben, 170 Professoren mit ihren Mitarbeitern und Lehrbeauftragten aus der Praxis sorgten für die anwendungsorientierte wissenschaftliche Ausbildung. Von den 19 ingenieur-, wirtschafts-, sozial- und kulturwissenschaftlichen Studiengängen  waren mehr als 90 % zulassungsbegrenzt. Seit nunmehr fünf Jahren bewarben sich im Mittel 4 Interessenten pro Studienplatz. Etwa 10 % der Studenten kamen aus den alten Bundesländern und etwa 3 % der Studenten aus dem Ausland.
- Berufungen: Die Berufung der Professoren war ein oft langwieriger und sehr häufig mit Ortswechseln verbundener Prozess; etwa 20 % der Hochschullehrer kamen aus den alten Bundesländern. Berufungspolitik erwies sich für die Gestaltung und Entwicklung einer neuen Hochschule als das wichtigste Element.
- Korrekturen des Gründungsmodells:
  - Konversion von Studiengängen: Etwa 200 Studienplätze pro Jahr der leider weniger nachgefragten Ingenieurwissenschaften wurden in gut nachgefragte Studienplätze des Wirtschaftsingenieurwesens und der Wirtschaftsmathematik konvertiert.
  - Neue Studiengänge: Um den Anforderungen des Arbeitsmarktes und der Nachfrage des Bewerbermarktes besser zu entsprechen, wurden beim SMWK die Erweiterung der Kapazität und des Fächerspektrums beantragt: Angewandte Gesundheitswissenschaft sowie Wirtschaftsrecht.
  - Internationale Abschlüsse: Für die Fächer Angewandte Mathematik, Elektrotechnik und Informatik hat die HTWK ab Wintersemester 2000/2001 berufsqualifizierende Studiengänge eingeführt, die mit den international kompatiblen akademischen Graden Bachelor und Master abschließen. Diese erleichtern zusammen mit der Leistungsbeschreibung nach dem European Credit Transfer System Teilstudien deutscher Studenten an ausländischen Hochschulen und umgekehrt sowie einen Berufsstart im Ausland.
  - Studienreform – Informations- und Kommunikationstechnologie: Es wurden erhebliche Mittel aufgewendet, um die Fachbereiche mit moderner Rechentechnik und leistungsfähigen Netzzugängen zu versorgen. Für fast alle Studiengänge wurden die Curricula mit auf die jeweilige Fächerkultur bezogenen Inhalten der Informatik angereichert; in einigen Studiengängen wurden neue, der Informatik zugewandte Studienschwerpunkte angeboten.
- Hochschulbau: Eine von der Hochschul-Informations-System GmbH Hannover im Jahre 1994 erarbeitete Studie zum baulichen Zustand der HTWK stellte ein großes Defizit an Hauptnutzfläche fest. Klaus Steinbock hatte bis zum Jahre 2000 erreicht, dass etwa 40 Mio. DM in die Gebäude investiert wurden, so dass das Flächendefizit vermindert wurde bei gleichzeitiger Konzentration an einem Hochschul-Standort. Auch wurde der Bau einer zweckmäßigen und schönen Mensa vorbereitet. Insgesamt wurde in den 8 Jahren seit HTWK-Gründung mehr investiert als in den 40 Jahren davor.
- Gesamtdeutsche Aspekte der Gründung: Klaus Steinbock hat als Zwischenbilanz nach 8-jährigem Wirken als Gründungsrektor eingeschätzt, dass die von einer Konversion mit dem Verlust akademischer Rechte, von nahezu 1000 Entlassungen und etwa 400 Einstellungen und Berufungen etc. begleitete HTWK-Gründung ein schwieriger Prozess war und trotz alledem gut gelungen ist. Gern hätte er diese ostdeutsche Neugründung von den bekannten Defiziten des Hochschultyps Fachhochschule freigehalten, aber die deutsche Hochschulpolitik hatte weder den wirklichen Willen noch die Kraft dazu. Er erinnert zugleich an diese Zeit des Aufbruchs, an die wirklich gute verständnisvolle Zusammenarbeit mit den westdeutschen Kollegen sowie an das Wunder der gewonnenen deutschen Einheit in Freiheit.

## Auszeichnungen (Auswahl)
- Albert-Geutebrück-Medaille der HTWK[17]
- Jakob-Leupold-Medaille als höchste Auszeichnung der HTWK[18]
- Sächsischer Verdienstorden als ranghöchste Ehrung durch den Freistaat Sachsen (2004).

## Ausgewählte Veröffentlichungen
- Klaus Steinbock: Ein Beitrag zur Projektierung stochastisch gestörter Kaskadenregelungen zur Stabilisierung technologischer Prozesse. Dissertation. Technische Hochschule Leipzig, 1981.
- R. Kirste, W. Kriesel, K. Steinbock: Partielle Fehlertoleranz für Mikrorechner-Funktionseinheiten. In: Mikroprozessortechnik. (Berlin). Band 2, Nr. 6, 1988, S. 168–169.
- W. Kriesel, P. Gibas, K. Steinbock: Direkte Kopplung intelligenter Geräte durch ein Feldbusnetz. Kolloquium Wissenschaft, Theorie und Praxis, TU Dresden, Sektion Informationstechnik, Dresden Febr. 1988, Vorträge: Band 3, S. 155–162.
- W. Kriesel, P. Gibas, V. Rohbeck, K. Steinbock: Automation systems with hierarchically structured communication network – aspects of reliability. IFAC-Symposium Low Cost Automation 1989, Milano 8–10 November 1989.
- W. Kriesel, V. Rohbeck, K. Steinbock: Zuverlässigkeit bitserieller Feldbussysteme in Automatisierungsanlagen. In: messen, steuern, regeln. (Berlin). Band 33, Nr. 4, 1990, S. 153–156.
- Klaus Steinbock: Zur Eröffnung des Automatik-Museums der Hochschule für Technik, Wirtschaft und Kultur Leipzig in der Alten Nikolaischule Leipzig. (= Beiträge zur Geschichte von Technik und technischer Bildung. Folge. 15). 1996.
- Klaus Steinbock: Hochschule für Technik, Wirtschaft und Kultur Leipzig. Eine neue und zugleich alte Hochschule im Freistaat Sachsen. Hochschullehrerbund (hlb), In: Die neue Hochschule. 5/2000, S. 12 und 13.